# Bazilika Bistriške Matere Božje, Marija Bistrica
Bazilika Bistriške Matere Božje v Mariji Bistrici na Hrvaškem je bazilika in hrvaško narodno romarsko središče Matere Božje. Je najbolj znano in najbolj obiskano svetišče na Hrvaškem. Spomin na Marijo Bistriško v Katoliški cerkvi na Hrvaškem praznujejo 13. julija. Bazilika je zavarovan kulturni spomenik kot sakralna stavbna dediščina. Je del Marijine romarske poti na Hrvaškem.
V seznamu župnij Škofije Zagreb (1334) je navedena bistriška župnija s cerkvijo sv. Petra (ecclesia beati Petri de Biztricha). Po odkritju votivnega lesenega gotskega kipa Marije z detetom leta 1684 (ki je bil znan iz začetka 16. stoletja, od leta 1545 pa je bil zaradi osmanske nevarnosti skrit v steni bistriške cerkve) in številnih zapisanih čudežih, povezanih s tem kipom v 18. stoletju, je bil spremenjen patrocinij župnijske cerkve sv. Petra in Pavla, ki je odtlej posvečena Blaženi Devici Mariji. Z odkritjem kipa se je Marijino češčenje hitro razširilo in Bistrica se je hitro razvila kot marijansko svetišče in romarski kraj.
Cerkev v Mariji Bistrici je postalo narodno svetišče leta 1715, ko je Hrvaški sabor zgradil veliki zaobljubni oltar in s tem potrdil pobožnost hrvaškega ljudstva do Bistriške Matere Božje. Bistriški župnik Juraj Žerjavić je dal cerkev in župnijsko hišo z arkadami dozidati in prezidati po načrtih arhitekta Friedricha von Schmidta in njegovega učenca Hermanna Bolléja. Nova cerkev je zgrajena v neorenesančnem slogu in romantičnem historizmu.
4. decembra 1923 je papež Pij XI. podelil cerkvi Bistriške Matere Božje status manjše bazilike. 15. avgusta 1971 je bil v Mariji Bistrici XIII. mednarodni marijanski kongres. Istega leta je Jugoslovanska škofovska konferenca razglasila baziliko za hrvaško narodno marijansko romarsko središče.
Baziliko je oktobra 1998 obiskal papež Janez Pavel II. in tam nekdanjega zagrebškega nadškofa in kardinala Alojzija Stepinca razglasil za blaženega.

## Galerija
- Trg pape Ivana Pavla II. z baziliko
- Notranje dvorišče bazilike
- Kamnite zahvalne plošče
- Pročelje bazilike z glavnim vhodom
- Notranjost
- Bistriška Mati Božja v glavnem oltarju
- Suvenirnica – uličica s spominki med baziliko in zunanjo cerkvijo bl. Alojzija Stepinca
- Zunanja cerkev bl. Alojzija Stepinca
- Kip Bistriške Matere Božje v zunanji cerkvi
- Kip papeža Janeza Pavla II. v zunanji cerkvi
- Spovednice na prostem zunanje cerkve
- Grič s Križevim potom izza zunanje cerkve